# George Posford
George Posford, né le 23 mars 1906 à Folkestone et décédé à Worplesdon le 24 avril 1976, est un compositeur anglais d'opérettes.

## Biographie
Né Benjamin George Ashwell, George Posford a d'abord étudié à la Downside school (Stratton-on-the-Fosse) puis, pendant 3 ans, le droit au Christ's College de Cambridge. En même temps, il étudie la composition et l'orchestration à Royal Academy of Music. Après avoir écrit quelques chansons pour une comédie musicale, Lavander de Robert Courtneidge, il décide d'entamer une carrière musicale.
Dans les années 1930, après un passage à la BBC, il obtient quelques succès en tant que compositeur de musique de théâtre, de musiques de films et des morceaux de musique légère. Il collabore avec le parolier/librettiste Eric Maschwitz pour des opérettes au style quelque peu suranné, mais toujours populaire. Goodnight, Vienna, écrite en 1931 pour la diffusion par la BBC est portée à l'écran en 1932 (avec Jack Buchanan et Anna Neagle) et mis en scène au théâtre en 1946. The Gay Hussar est typique de la production de Posford, un travail mélodique écrit dans un style ancien facilement accessible. Son œuvre la plus célèbre, écrite en collaboration avec le compositeur tchèque Bernard Grun, est Balalaïka, qui tient l'affiche à Londres pendant plus d'un an et est adaptée au cinéma avec en vedette Nelson Eddy. C'est une œuvre qui joint, en une inspiration nostalgique, les derniers jours de la sainte Russie avec les nuits blanches des Iles, et les premières années d'exil des Russes blancs, avec les nuits folles de Pigalle. Avec Grun et Maschwitz, il compose Paprika, une autre opérette, écrite en partie à Budapest, renommée Magyar Melody. 
Pendant la Seconde Guerre mondiale, il intègre le London Fire Service, le Royal Corps of Signals et le Overseas Recorded Broadcasting Service.
En 1951, Zip Goes a Million, une comédie musicale sur un livret d'Eric Maschwitz, basée sur le roman de George Barr McCutcheon Brewster's Millions, est jouée 544 fois, avec en vedette George Formby. Il compose également des poèmes symphoniques dont le plus célèbre, Transatlantic Rhapsody (1942), commandé par la BBC pour commémorer le voyage inaugural du Queen Mary.

## Œuvres

### Opérettes et comédies musicales
- Goodnight, Vienna (1931)
- Balalaika (1936), avec Bernard Grün
- Evangeline (1946), avec Harry Jacobson
- Her Excellency (1949), avec Manning Sherwin
- Zip Goes a Million (1951)
- Happy Holiday (1954)

### Musique de films
- Goodnight, Vienna (1932)
- The Good Companions (1933)
- Balalaika (1939)
- Magyar Melody (1939)
- Full Swing (1942)

### Orchestre
- Transatlantic Rhapsody (1942)